# Hypena medioexisa
Hypena medioexisa är en fjärilsart som beskrevs av Rothschild 1916. Hypena medioexisa ingår i släktet Hypena och familjen nattflyn. Inga underarter finns listade i Catalogue of Life.